# JoJo Abrams
JoJo Abrams is een personage uit de Nederlandse soapserie Goede tijden, slechte tijden. Ze wordt gespeeld door actrice Stephanie van Eer. JoJo deed haar intrede op maandag 22 oktober 2018 toen ze plotseling voor de deur bij Bing Mauricius stond.

## Achtergrond
Op 28 september 2018 lekte een nieuwe variant van de intro van GTST, hierin was onbedoeld het personage JoJo voor het eerst te zien. Enkele weken later werd bekendgemaakt hoe het personage heet en dat het zou worden vertolkt door actrice Stephanie van Eer.
Rond het einde van seizoen 28 verliet Stijn Fransen de soap als Sam Dekker, hierdoor werd er gezocht voor een nieuwe dame in haar leeftijdscategorie. Het personage maakte op 22 oktober 2018 haar intrede als een vaste rol.

## Levensverhaal

### Familiebanden
JoJo Abrams is de dochter van Stanley Mauricius en houdt net als haar vader van muziek. JoJo groeide op bij haar oma en zag haar vader niet vaak, met haar moeder had ze een slechte band. Haar oma overleed toen JoJo twaalf jaar was, hierdoor werd JoJo in een internaat geplaatst, waar ze geen leuke herinneringen aan over heeft gehouden.
Na een lange tijd spreekt JoJo haar vader weer en hoort ze van hem dat ze een halfbroer in Meerdijk heeft wonen, Bing Mauricius. Ze besluit om haar spullen te pakken en naar Meerdijk te vertrekken. Wanneer ze voor de deur staat bij Bing en zijn vrouw Nina Sanders wordt de deur gelijk dicht gegooid zodra JoJo beweert zijn halfzus te zijn.
Bing besluit zijn vader te bellen om verhaal te halen. Wanneer hij dit bevestigt spreekt hij met JoJo af bij hem thuis. Daar vertelt JoJo alles wat ze mee heeft gemaakt en dat ze naar Meerdijk is gekomen om hem te ontmoeten en om aan een muziekopleiding te starten. Doordat Nina nog een lichte trauma heeft van Loes de Haan - die opeens in haar leven dook en later een psychopaat bleek te zijn - vertrouwt ze JoJo niet gelijk. Nina's vader, Ludo Sanders, zet een privédetective in om alle informatie over JoJo naar boven te krijgen. Hier komt niks bijzonders naar boven waardoor Nina tot rust wordt gesteld, en Bing sluit zijn zus alsnog in de armen.

### Geldproblemen
JoJo tekent een platencontract, maar wil het laten ontbinden als blijkt dat ze geen inspraak heeft. JoJo moet echter een afkoopsom betalen; ze slaat de handen ineen met Lana Langeveld die ook om geld verlegen zit, en samen gebruiken ze een van Bings rekeningen voor geldezelpraktijken. Als Bing gearresteerd wordt wegens vermeende medeplichtigheid besluiten JoJo en Lana om alles op te biechten. Bing voelt zich verraden en laat dat weten ook; hij neemt JoJo in huis om als een strenge broer over haar te kunnen waken. Uiteindelijk krijgt JoJo kwijtschelding, op voorwaarde dat ze bij Bing komt werken.
Ondertussen brengt JoJo veel tijd door met Lucas Sanders, Kimberly Sanders en Rover Dekker. Met Rover heeft ze kort een relatie gehad, die ze beëindigde omdat ze erachter kwam dat hij haar alleen gebruikte om Kimberley jaloers te maken. Dat weerhoudt JoJo er niet van om zich aan te sluiten bij het vlogteam De Grapjassen dat Rover met Kimberly en de teruggekeerde Valentijn Sanders heeft opgezet. JoJo wordt verliefd op Valentijn wiens vader Nick in het verleden voor de nodige problemen heeft gezorgd. Bing is dan ook geen voorstander van deze relatie.

### Diabetes
Valentijn en Rover laten een zieke JoJo optreden tijdens een livestream en geven haar champagne te drinken in plaats van water; ze valt flauw nadat ze tot een toegift wordt gedwongen. In het ziekenhuis wordt bij JoJo diabetes type 1 vastgesteld; ze kan hier moeilijk mee om gaan en zegt tegen haar vrienden dat ze de ziekte van Pfeiffer heeft. Bing vertelt Valentijn de waarheid en betaalt hem om JoJo in te laten zien dat ze zich nergens voor hoeft te schamen. Als JoJo daar achter komt zet ze het op een drinken met Lucas; ze belandt weer in het ziekenhuis waar blijkt dat iedereen inmiddels door Bing op de hoogte is gesteld. JoJo kan dat in eerste instantie niet waarderen en neemt haar intrek in het Paleis bij Kimberly, Rover, Lucas, Shanti en Valentijn. JoJo leert met haar diabetes omgaan en na het uiteenvallen van de Grapjassen keert ze terug naar Bing. Het is echter geen gelukkig moment omdat Bing in een vechtscheiding is verwikkeld na Nina's vreemdgaan met rechercheur Daan Stern. Er wordt gestreden om het voogdijschap, en Bing moet het huis verlaten omdat het Nina's eigendom is; JoJo mag blijven, maar voelt zich net zo ongemakkelijk in deze situatie als de kinderen. Ze pakt uiteindelijk haar spullen en trekt bij Bing en Amir in.

### Relatie met Ilyas
Ondertussen is JoJo bevriend geraakt met Merel Verduyn; Merel is betrapt op diefstal in De Buurtsuper en moet nu een dag komen helpen. JoJo komt mee en wordt verliefd op de jonge eigenaar Ilyas El Amrani. Hoewel het wederzijds is vindt Ilyas dat JoJo zich soms vreemd gedraagt; zo steelt ze de antwoorden van de pubquiz, doet ze alsof ze schaakkampioen is en weigert ze in haar badjas de deur open te doen. De lucht wordt geklaard wanneer JoJo over haar diabetes vertelt.
Als Ilyas vertelt dat hij naar Melbourne gaat om te studeren dreigt JoJo weer afscheid te moeten nemen, totdat ze te horen krijgt dat ze mee mag. JoJo ziet het wel zitten om een jaartje in het buitenland te verblijven, maar haar enthousiasme wordt getemperd; Ilyas heeft zich door broer Marwan laten ompraten om toch maar alleen te gaan, aangezien zijn familie de reis- en verblijfskosten betaalt.
Even lijkt het erop dat Ilyas in Meerdijk blijft, maar vader Sami keurt de relatie af en staat erop dat zijn zoon naar Melbourne vertrekt. JoJo is teleurgesteld en Ilyas ziet dat wanneer hij haar Skypet; zo worstelt ze met het nieuws dat Bing een ongeluk heeft gehad en daarbij een been is kwijtgeraakt. JoJo is opgelucht als Ilyas terugkomt om bij haar te zijn; ze proberen Sami te misleiden door te doen alsof ze gaan trouwen. Bing wordt op de hoogte gesteld na zijn terugkeer uit het revalidatiecentrum, maar weigert mee te werken aan dit toneelstukje. Omdat Ilyas het nalaat zijn vader de waarheid te vertellen besluit JoJo het voor hem te doen; Ilyas neemt het haar niet in dank af en verbreekt de relatie. Maar al snel komen ze weer bij elkaar, met goedkeuring van Sami. 
Ondertussen doet Jojo haar eindexamen en wordt ze door een dj gevraagd om met hem op tournee te gaan. Dan wordt Ilyas neergestoken door twee jongens die het op Marwan hadden voorzien. Ilyas overleeft het ternauwernood, maar verliest zijn kortetermijngeheugen en denkt dat Jojo zijn verpleegster is. Jojo is hier kapot van, vooral wanneer ze hoort dat Sami zijn zoon mee terug wil nemen maar Marokko. Op het afscheidsfeest blijkt Ilyas zich dan toch te herinneren dat Jojo suikerziekte heeft. Jojo besluit met hem mee te gaan in de hoop dat zijn geheugen terugkomt.

## Familiebetrekkingen
- Stanley Mauricius (vader)
- Bing Mauricius (halfbroer)
- Nina Sanders (schoonzus)
- Manu Mauricius (neefje)
- Nola Sanders (nichtje)
- Max Mauricius (neefje)

### Relaties
- Rover Dekker (relatie, 2018-2019)
- Ilyas El Amrani (relatie, 2020-2022)